# (37659) 1994 PM20
(37659) 1994 PM20 est un astéroïde de la ceinture principale d'astéroïdes découvert en 1994.

## Description
(37659) 1994 PM20 a été découvert le 12 août 1994 à l'observatoire de La Silla, au Chili, par Eric Walter Elst.

### Caractéristiques orbitales
L'orbite de cet astéroïde est caractérisée par un demi-grand axe de 2,95 ua, un périhélie de 2,63 ua, une excentricité de 0,11 et une inclinaison de 1,75° par rapport à l'écliptique. Du fait de ces caractéristiques, à savoir un demi-grand axe compris entre 2 et 3,2 ua et un périhélie supérieur à 1,666 ua, il est classé, selon la JPL Small-Body Database, comme objet de la ceinture principale d'astéroïdes.

### Caractéristiques physiques
(37659) 1994 PM20 a une magnitude absolue (H) de 14,8 et un albédo estimé à 0,061.